# Gestapo antisindical en Argentina
La Gestapo antisindical en Argentina, a menudo referida como GestaPro por medios de comunicación, es la denominación en que se ha conocido una denuncia por hechos de espionaje, de armado ilegal de causas penales contra dirigentes sindicales, por parte de funcionarios públicos, durante el gobierno de María Eugenia Vidal, de la alianza Cambiemos, en la Provincia de Buenos Aires, entre diciembre de 2015 y diciembre de 2019. La operación salió a la luz en 2021, cuando la Agencia Federal de Inteligencia (AFI) realizó una denuncia penal a raíz de documentos y registros fílmicos encontrados en el organismo, realizados durante la presidencia de Mauricio Macri  entre 2015 y 2019.

## Antecedentes
Desde diciembre de 2015 diferentes periodistas no alineados con el gobierno, personalidades de la cultura y políticos de la oposición denunciaron ser espiados por fuerzas de seguridad. En agosto de 2016 Patricia Bullrich, la ministra de Seguridad del gobierno de Mauricio Macri, publicó una foto en sus redes sociales para mostrar el nuevo Centro de Comando y Control de la Gendarmería, sin advertir que se observaba en una de las pantallas que Gendarmería estaba controlando lo que los usuarios decían y publicaban en sus cuentas y en las redes sociales.
En el marco por la desaparición de Santiago Maldonado durante el gobierno de Mauricio Macri, el 13 de octubre de 2017 el CeProDH, denunció penalmente a Gendarmería por espionaje ilegal a la familia Maldonado y organismos de derechos humanos. En el 2018 la ministra de seguridad imputada por espionaje y seguimiento ilegal, amenazas y hostigamiento a familiares de los tripulantes que murieron debido al hundimiento del submarino ARA San Juan  realizado por agentes de la Agencia Federal de Inteligencia (AFI), siendo imputada junto a Mauricio Macri, los entonces jefes de la AFI Gustavo Arribas  el exjefe de la Base Naval Mar del Plata, de la cual dependía el submarino hundido y De Sosa Vari. En 2019 el Juez argentino Ramos Padilla expuso  pruebas  ante el Congreso argentino una enorme red de espionaje ilegal, político, judicial y periodístico, organizada desde el gobierno de Mauricio Macri con coordinación de la AFI que tendría como objetivo perseguir y encarcelar a opositores y críticos argentinos. Según las pruebas presentadas por el juez ante el congreso muestran el funcionamiento de uno o varios grupos que desplegaron actividades de inteligencia prohibidas”. Está red había realizado además espionaje en otros países contra personajes de corte progresista como el Frente Amplio, partido que gobernaba Uruguay. Según las pruebas presentadas por el juez ante el congreso muestran el funcionamiento de uno o varios grupos que desplegaron actividades de inteligencia prohibidas”. El legislador uruguayo Gerardo Núñezal conocerse que integrantes del gobierno de Macri espiaron ilegalmente a diputados uruguayos, planteó que existía  "una continuidad en el espionaje desde la dictadura cívico-militar y que tuvieron la certeza de que el gobierno de Cambiemos espió a diputados del país oriental". El caso generó preocupación en al Frente Amplio por la red clandestina de espionaje que operó en Argentina y se extendió a Uruguay. Las redes nacionales de espionaje montadas durante el macrismo también alcanzaron a periodista y medios críticos Gustavo Sylvestre y Mauro Federico afirmaron haber sido blanco de hackeos por parte de una unidad dependiente del Agencia Federal de Inteligencia. la clausura y allanamientos a medios críticos

## Hechos
El 27 de diciembre de 2021, la Agencia Federal de Inteligencia (AFI) realizó una denuncia penal a raíz de una serie de documentos y registros fílmicos encontrados en el organismo que daban cuenta de que, varios altos funcionarios de la Provincia de Buenos Aires y empresarios, se habían reunido en secreto en 2017 para coordinar el armado ilegal de causas penales contra dirigentes sindicales. La palabra «Gestapo», para designar a esa organización, fue utilizada, en uno de los videos, por el entonces ministro de Trabajo provincial, Marcelo Villegas. Los hechos sucedieron durante la gobernación de María Eugenia Vidal en la Provincia de Buenos Aires y de la presidencia de Mauricio Macri en el país.
La investigación del caso quedó a cargo del Juzgado en lo Criminal y Correccional Federal N.º 3 de La Plata, a cargo del juez Ernesto Kreplak.

### Imputados
En enero de 2022 la fiscal federal de La Plata Ana Miriam Russo pidió la imputación de María Eugenia Vidal por la causa "Gestapo antisindical" cosa que el juez de la causa, Ernesto Kreplak aceptó.
Según se denuncia, el macrismo armaba causas judiciales destinadas a perseguir y encarcelar a gremialistas durante el gobierno de Juntos por el Cambio en la provincia de Buenos Aires.

Cómo parte del funcionamiento de la Gestapo macrista en la provincia de Buenos Aires incluyó el armado y montaje de causas penales sobre falsa información y espionaje contra opositores políticos, periodistas no alineados, sindicalistas, gremialistas, actores sociales la criminalización de protestas, aprietes a jueces, inteligencia ilegal sobre gremios y saturación de espías en todo el territorio bonaerense. Durante el gobierno de Cambiemos, hubo un plan sistemático de espionaje que hizo foco en los sindicatos, particularmente en la provincia de Buenos Aires.
Entre los imputados se encuentran empresarios, funcionarios del gobierno macrista, miembros del poder judicial y agentes de la Agencia Federal de Inteligencia.
En paralelo se formó una comisión bicameral legislativa que  decidió convocar a la exgobernadora de la Provincia de Buenos Aires, María Eugenia Vidal y al actual procurador general el macrista Julio Conte Grand y al exjefe de Gabinete bonaerense, el salteño Federico Salvai.

## Citas adicionales
- «Una Gestapo contra los gremios». Cronista. 27 de diciembre de 2021.
- «Tras la aparición del video. Empresarios platenses se despegan de la “Gestapo”, pero dicen que la relación con el “Pata” Medina era insostenible». Clarín. 4 de enero de 2022.
- «'Gestapo': la causa contra exfuncionarios macristas puede terminar en Comodoro Py y el Pata Medina busca evitarlo». La Nación. 4 de enero de 2022.

- Datos: Q111687124